# Rehainviller
Rehainviller település Franciaországban, Meurthe-et-Moselle megyében. Lakosainak száma 1053 fő (2022. január 1.). Rehainviller Hériménil, Lunéville, Mont-sur-Meurthe, Vitrimont és Xermaménil községekkel határos.

## Népesség
A település népessége az elmúlt években az alábbi módon változott:
| Lakosok száma | 568  | 784  | 891  | 840  | 1019 | 1036 | 1044 | 1048 | 1049 | 1053 |
|               | 1968 | 1982 | 1990 | 2006 | 2013 | 2015 | 2017 | 2019 | 2020 | 2022 |